# Affaire Latoya Ammons
L'affaire Latoya Ammons, également connue sous le nom de 200 Demons House ou Demon House, est une prétendue possession obsédante et démoniaque qui s'est produite à Gary, Indiana en 2011. Latoya Ammons, sa mère, Rosa Campbell, et ses trois enfants ont affirmé qu'une activité paranormale s'était produite en 2011. L'affaire est probablement le cas de possession démoniaque le plus documenté au monde. Rendue publique en janvier 2014, elle retient l'attention nationale aux États-Unis.

## Au cinéma
- 2024 : The Deliverance de Lee Daniels

## Documentaire
- 2019 : The demon house de Zak Bagans[2]